# Levsja (film fra 1964)
 For alternative betydninger, se Levsja. (Se også artikler, som begynder med Levsja)
Levsja (russisk: Левша́) er en sovjetisk animationsfilm fra 1964 af Ivan Ivanov-Vano. Filmen er en filmatisering af Nikolaj Leskovs novelle af samme navn fra 1881.